# Augusto Guilherme, Duque de Brunsvique-Luneburgo
Augusto Guilherme de Brunsvique-Luneburgo (em alemão:  August Wilhelm von Braunschweig-Wolfenbüttel; Volfembutel, 8 de março de 1662 – Haia, 23 de março de 1731) foi o Duque de Brunsvique-Luneburgo e Príncipe de Brunsvique-Volfembutel de 1714 até sua morte.

## Biografia

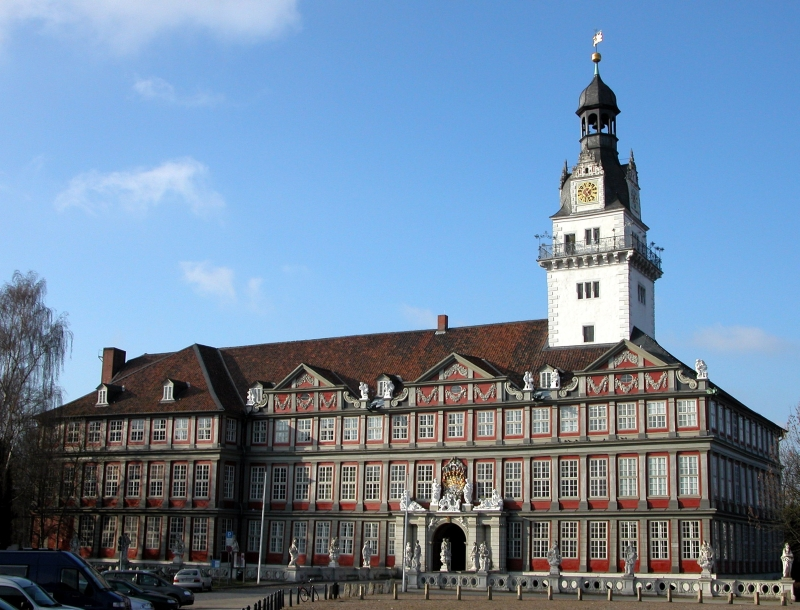
Castelo de Volfembutel

Augusto Guilherme o filho varão sobrevivente mais velho do duque Antônio Ulrico de Brunsvique-Luneburgo e de sua consorte Isabel Juliana, filha do duque Frederico de Eslésvico-Holsácia-Sonderburgo-Nordeburgo. Ao contrário do pai, o jovem príncipe não se interessava por política; ele estudou na Universidade de Genebra de 1677 a 1678 e depois fez um Grand Tour da Suíça à França e Holanda.
Em 1681, seu tio, Rodolfo Augusto, Duque de Brunsvique-Luneburgo, que não possuía herdeiros, o adotou como príncipe-herdeiro. O acordo irritou o pai de Augusto e levou a um crescente distanciamento entre eles. Além disso, seu direito de sucessão foi confirmado pelo genro de Rodolfo Augusto, o duque João Adolfo de Eslésvico-Holsácia-Sonderburgo-Plön. O príncipe se retirou temporariamente para Langeleben, na região montanhosa de Elm, onde foi erguida uma casa de caça, provavelmente de acordo com os planos projetados por Hermann Korb. Enquanto isso, ele também atuou como embaixador de Volfembutel nas cortes prussiana, sueca e dinamarquesa. Em 1690, ele deu seu consentimento para ceder o Condado de Brunsvique, em Blankenburg, a seu irmão mais novo, Luís Rudolfo, violando o princípio de primogenitura da Casa de Guelfo.

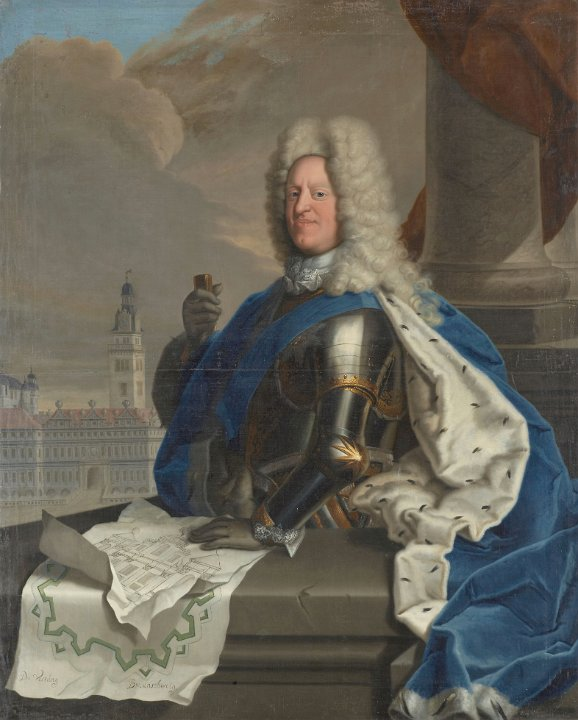
Augusto Guilherme, Duque de Brunsvique-Luneburgo
Retrato de Christoph Bernhard Francke,
c. 1720. No Herzog Anton Ulrich-Museum

Augusto Guilherme sucedeu seu pai como príncipe de Volfembutel em 1714. Ele estabeleceu sua numerosa corte em Volfembutel, mas deixou as decisões políticas para seus ministros corruptos. Sua corte esplêndida sobrecarregou severamente o orçamento público. Ele morreu em Haia, nos Países Baixos, em 1731.

## Família
O duque Augusto Guilherme foi casado três vezes, no entanto morreu sem filhos, estava mais interessado em homens e se gabava de ter dominado a arte do amor entre pessoas do mesmo sexo em Veneza. Ele esteve apaixonado por Carlos Luís do Palatinado, meio-irmão da princesa Isabel Carlota do Palatinado. Em 1681, casou-se com Cristina Sofia (1654-1695), filha de Rodolfo Augusto, Duque de Brunsvique-Luneburgo. Em 1695, casou-se em segundas núpcias com Sofia Amália (1670-1710), filha de Cristiano Alberto, Duque de Holsácia-Gottorp. Em 1710, pela terceira e última vez, casou-se com Isabel Sofia Maria (1683-1767), filha do príncipe Rodolfo Frederico de Eslésvico-Holsácia-Nordeburgo.

## Genealogia
| Augusto Guilherme de Brunsvique-Luneburgo | Pai: Antônio Ulrico de Brunsvique-Luneburgo                      | Avô paterno: Augusto de Brunsvique-Luneburgo                        | Bisavô paterno: Henrique de Brunsvique-Luneburgo               |
| Augusto Guilherme de Brunsvique-Luneburgo | Pai: Antônio Ulrico de Brunsvique-Luneburgo                      | Avô paterno: Augusto de Brunsvique-Luneburgo                        | Bisavó paterna: Úrsula Saxe-Lauemburgo                         |
| Augusto Guilherme de Brunsvique-Luneburgo | Pai: Antônio Ulrico de Brunsvique-Luneburgo                      | Avó paterna: Sofia Doroteia de Anhalt-Zerbst                        | Bisavô paterno: Rodolfo de Anhalt-Zerbst                       |
| Augusto Guilherme de Brunsvique-Luneburgo | Pai: Antônio Ulrico de Brunsvique-Luneburgo                      | Avó paterna: Sofia Doroteia de Anhalt-Zerbst                        | Bisavó paterna: Doroteia Edviges de Brunsvique-Volfembutel     |
| Augusto Guilherme de Brunsvique-Luneburgo | Mãe: Isabel Juliana de Eslésvico-Holsácia-Sonderburgo-Nordeburgo | Avô materno: Frederico de Eslésvico-Holsácia-Sonderburgo-Nordeburgo | Bisavô materno: João II de Eslésvico-Holsácia-Sonderburgo-Plön |
| Augusto Guilherme de Brunsvique-Luneburgo | Mãe: Isabel Juliana de Eslésvico-Holsácia-Sonderburgo-Nordeburgo | Avô materno: Frederico de Eslésvico-Holsácia-Sonderburgo-Nordeburgo | Bisavó materna: Isabel de Brunsvique-Grubenhagen               |
| Augusto Guilherme de Brunsvique-Luneburgo | Mãe: Isabel Juliana de Eslésvico-Holsácia-Sonderburgo-Nordeburgo | Avó materna: Leonor de Anhalt-Zerbst                                | Bisavô materno: Rodolfo de Anhalt-Zerbst                       |
| Augusto Guilherme de Brunsvique-Luneburgo | Mãe: Isabel Juliana de Eslésvico-Holsácia-Sonderburgo-Nordeburgo | Avó materna: Leonor de Anhalt-Zerbst                                | Bisavó materna: Doroteia Edviges de Brunsvique-Volfembutel     |